# Władysław Szymonowicz
Władysław Szymonowicz (* 21. März 1869 in Tarnopol, Österreich-Ungarn; † 10. März 1939 in Lemberg, Polen) war ein polnischer Physiologe.

## Leben
Szymonowicz kam aus einer adligen Familie. Nach dem Gymnasium in Lemberg studierte er Medizin in Krakau und Berlin. Danach arbeitete er als Assistent am Physiologischen Institut. 1894 entdeckte Szymonowicz zusammen mit seinem Mentor Napoleon Cybulski in einer von der Nebenniere wegführenden Blutader das Adrenalin. 1895 wurde er promoviert und im Jahr darauf habilitiert. 1896 erhielt er den Ruf für den Lehrstuhl für Physiologie, Histologie und Embryologie der Universität Lemberg. 1906 wurde er Dekan der medizinischen Fakultät in Lemberg. Er war Mitglied der Polnischen Akademie der Wissenschaften.